# Olinda
Olinda är en stad och kommun i nordöstra Brasilien och ligger vid atlantkusten, i delstaten Pernambuco. Staden grundades år 1535 och var i början den största och viktigaste staden i området, i en region med betydande sockerrörsodlingar. Den något sydligare Recife blev efterhand områdets maktcentrum, mycket på grund av stadens viktiga hamntrafik, något som Olinda saknade. Olinda har idag ungefär 390 000 invånare och är en del av Recifes storstadsområde. Centrala Olinda, med många historiska byggnader från kolonial tid, är sedan 1982 upptagen av Unesco som ett av Brasiliens världsarv.

## Befolkningsutveckling
| Område     | Areal (km²)   | Invånarantal 1 augusti 2000 | Invånarantal 1 augusti 2010 | Invånarantal 1 juli 2014 |
| ---------- | ------------- | --------------------------- | --------------------------- | ------------------------ |
| Kommun     | 41,68         | 367 902                     | 377 779                     | 388 821                  |
| Centralort | Ingen uppgift | 360 554                     | 370 332                     | Ingen uppgift            |

Staden är indelad i sammanlagt 31 stadsdelar, bairros.